# Sidosari (Kesesi)
Sidosari is een bestuurslaag in het regentschap Pekalongan van de provincie Midden-Java, Indonesië. Sidosari telt 2710 inwoners (volkstelling 2010).